# Marcos Carneiro de Mendonça
Marcos Cláudio Phillipe Carneiro de Mendonça (* 25. Dezember 1894 in Cataguases; † 19. Oktober 1988 in Rio de Janeiro) war ein Historiker, Schriftsteller und brasilianischer Fußballspieler. Er war der erste Torwart der brasilianischen Fußballnationalmannschaft und spielte für diese von 1914 bis 1922.

## Leben
Mendonça wurde in Faz Boa Esperança, Arraial da Meia Pataca (Minas Gerais), als vierter von später fünf Brüdern von Alberto Carneiro de Mendonça und der Belgierin Leocadie Catherine Procureur geboren und wuchs in Cataguases auf. Der Vater betrieb in der Gegend zwei Bauernhöfe und versuchte eine Versandagentur aufzubauen, in einer Art, wie er sie auf Europareisen kennengelernt hatte. Nachdem es 1902 zu Problemen mit der Lieferung von Kaffeesäcken gekommen war, verkaufte er die Bauernhöfe und die Familie kehrte nach Rio de Janeiro, der Heimatstadt seines Vaters, zurück. Dort eröffnete in der Rua São Bento in der Nähe von Praça Mauá wieder eine Agentur, die Agencia Pestana.
Seine Ankunft in Rio fiel mit einer Gelbfieber-Epidemie zusammen, die ihn, gefolgt von einer schweren Infektion, so sehr schwächte, dass er die Schule verlassen musste und für sechs Monate nach Petrópolis gebracht wurde, um sich zu erholen. Dort wohnte er im Haus der Familie Almeida Magalhães, anvertraut von Dr. Antonino Fialho, der einen großen Bauernhof mitten in der Serra dos Órgãos hatte, wo er zum ersten Mal Artischocken aß. Zurück in Rio studierte er am Externado Aquino, zunächst in der Rua da Constitution, einem Herrenhaus, das Eigentum des Conde de Figueiredo war, und später in der Rua do Riachuelo. Dann wechselte er zum Ginásio Nacional und dann zur Escola Politécnica da Universidade Federal do Rio de Janeiro, wo er am 25. Februar 1914 eintrat.
Am 1. November 1916 trat er bei der Usina Queiroz Jr. SA ein und blieb mehr als sechzig Jahre lang nacheinander als Angestellter, Teilhaber, geschäftsführender Teilhaber, Direktor, Präsident und Vorstandsvorsitzender tätig. Über seine Arbeit in der Stahlindustrie schreibt seine Tochter Marcia Claudia Carneiro de Mendonça (* 19. Oktober 1918 in Rio de Janeiro; † 27. April 2012 in Belo Horizonte): „Marcos startete seine berufliche Laufbahn in der Stahlindustrie, wo er über 50 Jahre gegen alle Hindernisse kämpfte und dazu beitrug, das Pionierwerk in Brasilien trotz der Krisen am Laufen zu halten. Dann fehlte mal die Kohle, mal der Transport und oft fehlten die Kunden.“. Er war auch Direktor der Companhia de Cimento Portland Mauá, Mitglied der ersten Comissão de Salário Mínimo do Brasil (Mindestlohnkommission) in Brasilien und Mitglied des Conselho Nacional do Trabalho (Nationalen Arbeitsrats).
Mendonça heiratete am 17. Dezember 1917 die Dichterin Anna Amelia de Queiroz, mit welcher er drei Töchter und einen Sohn hatte. Marcia Claudia, Eliana Laura Carneiro de Mendonça verstarb mit sieben Monaten, José Joaquim Carneiro de Mendonça und Heliodora Carneiro de Mendonça. Letztere wurde mit dem französischen Ordre des Arts et des Lettres ausgezeichnet.

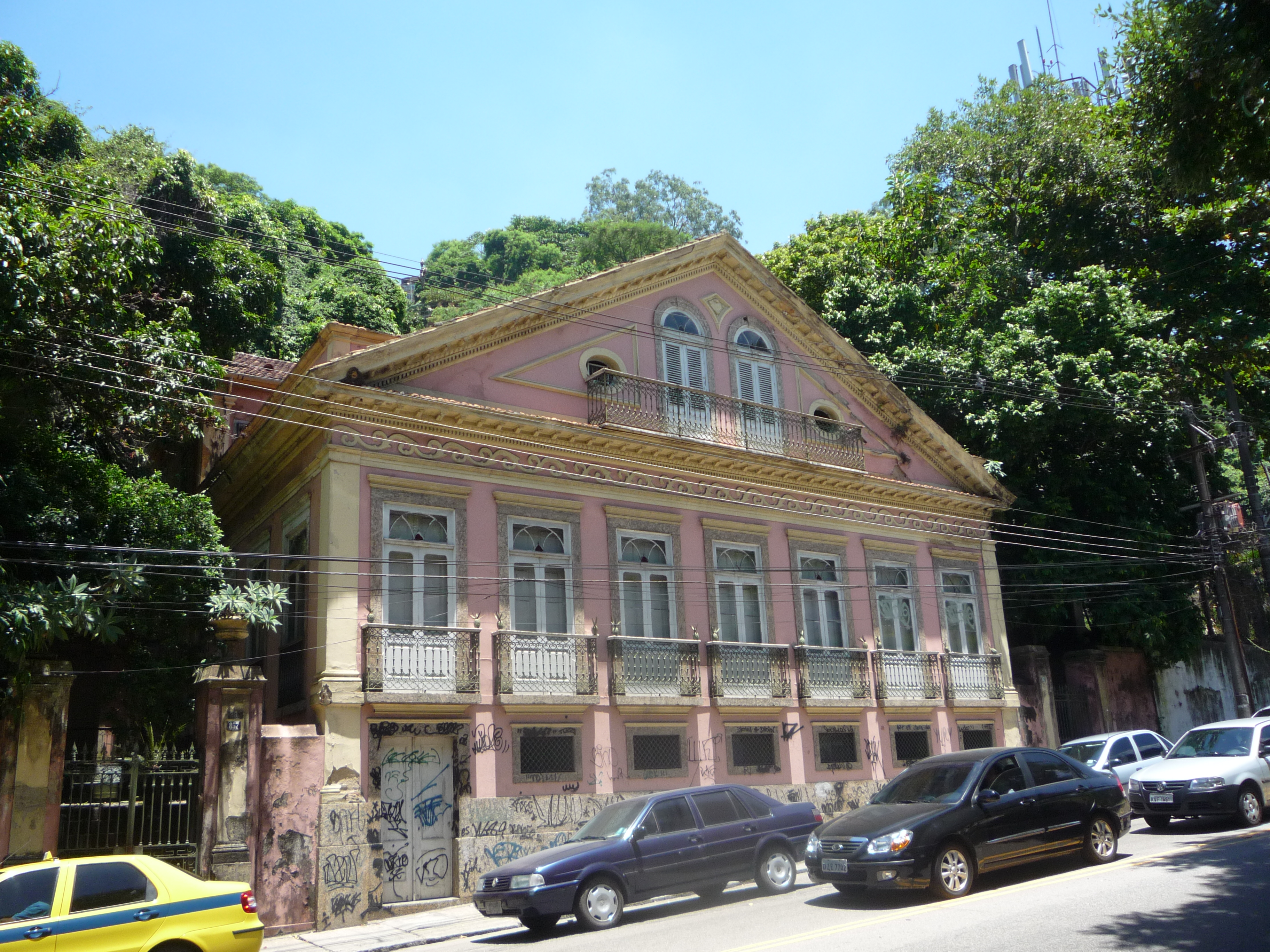
Solar dos Abacaxis

Eine Besonderheit für die Eheleute war 1944 der Erwerb des Herrenhauses Solar dos Abacaxis. Ein Gebäude, für welches 1843 Annas Urgroßvater José Borges da Costa der Bauherr war. Sie machten Haus zu einem Treffpunkt für Künstler und Intellektuelle der damaligen Zeit. Ein Problem mit dem Haus gab es eine Zeitlang, als direkt nebenan der Túnel Rebouças gebaut wurde, der 1967 fertiggestellt wurde und heute die Bezirke Rio Comprido mit Lagoa verbindet. Das Herrenhaus war das letzte an der Straße Rua Cosme Velho direkt vor der Baustelle. Mindestens dreimal am Tag ertönte der Pfeifenalarm, bevor Sprengungen ausgelöst wurde, und zu dieser Zeit mussten sich alle im Haus aus den zur Baustelle liegenden Räumen entfernen, da die losen Steine unweigerlich das Glas zerbrachen und ins Hause fallen konnten. Nach jeder Sprengung besuchte ein Bauarbeiter das Haus, notierte und vermaß alle zerbrochenen Fenster und veranlasste den Austausch des Glases.

Mendonça (1970)

In den 1930er Jahren beschäftigte Mendonça sich erstmals als Historiker. Er begann das Leben und Wirken von Manuel Ferreira da Câmara Bittencourt Aguiar e Sá zu erforschen. Dieser war unter anderem Präsident der ersten verfassungsgebenden Versammlung in Brasilien. 1951 gelang es ihm das Archiv des Marquês do Lavradio aus Lissabon zu erwerben, welches sein Interesse für Sebastião José de Carvalho e Melo weckte. Sein akademisches Leben war von der Teilnahme an zahlreichen Konferenzen und Symposien geprägt. Im Zuge einer außerordentlichen Sitzung am 10. Juli 1987 übernahm er den 35. Lehrstuhl der Academia Portuguesa da História (Portugiesischen Akademie für Geschichte).
Mendonça wurde auf dem Cemitério de São João Batista in seiner Heimatstadt beigesetzt.

## Fußballkarriere
Mendonça spielte verschiedene Sportarten, insbesondere Fußball, den er für Haddock Lobo FC, den America FC (RJ) und Fluminense FC spielte, dessen Präsident er 1942 und 1943 war.

### Verein
Mendonças älterer Bruder Luiz Antonio Feliciano Carneiro de Mendonça begann als erster mit dem Fußballspiel. Zunächst bei einem kleineren Klub namens Catete FC und für einen Cubango lautend. 1907 kam Belfort Duarte von São Paulo nach Rio de Janeiro, um für das neue Energieunternehmen Light & Power zu arbeiten. Dieser hatte zuvor bei AA Mackenzie College gespielt, zu deren Gründern er gehörte. Duarte schloss sich dem America FC (RJ), welcher in der Folge einen Aufschwung erlebte. Kurz darauf ging auch Luiz Mendonça zu America. Marcos Mendonça selbst besuchte von 1908 bis 1910 nur Fußballspiele und spielte, versteckt vor dem Vater, höchstens mit seinen Brüdern auf dem Dachboden des heimatlichen Hauses mit einem Ball aus Socken. Mediziner sowie sein Vater rieten ihm von dem Spiel, weil er dieses aufgrund seiner Gelbfiebererkrankung und Herzrhythmusstörungen nicht ausüben könne. Trotzdem trainierte ab 1910 er dann mit dem Haddock Lobo, wo er sich die Position des Torwarts erwählte, um sich im Spiel selbst schonen zu können. In einem Spiel gegen Fluminense am 5. Juni 1910, im Alter von 15 Jahren und vier Monaten, gab Mendonça sein Pflichtspieldebüt. Er bekam diesen Einsatz spontan, weil der eigentliche Torhüter Ayres Ferreira Barroso Júnior, ohne jegliche Information in die USA abgereist war. Nach seinem Debüt wurde sein Vater darauf angesprochen, dass sein Sohn tags zuvor in einem Spiel gegen Fluminense geglänzt hatte und der wichtigste Fußballkolumnist in Rio de Janeiro, Neto Machado, schrieb in der A Notícia: „Von den Spielern von Haddock Lobo ist es jedoch fair, Torhüter Mendonça hervorzuheben, mit einem hervorragenden Auge, der sich immer perfekt in Szene setzt und einen sicheren und starken Halt hat“. Nach diesen Nachrichten konnte sich sein Vater nicht mehr daran erinnern, seinen Sohn abgeraten zu haben. Vielmehr meinte er nur, dass er sofort gespürt habe, dass Marcos auf dieser Position gute Leistungen erbringen würde und ein Sohn des Generals Belarmino Augusto de Mendonça Lobo sein müsse. Am 7. August bestritt Mendonça sein viertes und letztes Spiel für den Klub gegen den Riachuelo FC. Er spielte bereits mit dem Gedanken eines Wechsel zum America FC, wo seit einiger Zeit auch sein Bruder spielte. Seine Position als Torwart wurde vom Kapitän Luiz Maia übernommen, einem ehemaligen Spieler der zweiten Mannschaft von Fluminense. Sein Wechsel zu America zustande, ohne dass er Haddock Lobo verließ. Aufgrund einer Finanzkrise Anfang des Jahres 1911, beschlossen die beiden Klubs eine Vereinigung. Aufgrund des geschickten Handelns der Führung von America, gab es keinen neuen Klub namens Haddock Lobo-América Football Club, sondern die Spieler von Haddock Lobo wurden schlicht übernommen.
Auch bei America kam Mendonça schnell zu seinem ersten Spiel. 1911 verließ der Stammtorhüter des Klubs, Baby Alvarenga, den Klub, um sich dem Staatsmeisterschaft von Rio de Janeiro des Vorjahres, dem Botafogo FR anzuschließen. Der Zufall wollte, dass sein erstes Spiel gegen Botafogo mit seinem neuen Torhüter ging. Die Zeitung O País schrieb am folgenden Tag: „Botafogo hatte auch seinen Angriffsmoment, der nur dazu diente, den überragenden Torhüter Mendonça zu präsentieren , der sorglos seinen Posten verteidigte und sich als erfahrener und ruhiger Fußballer erwies. Er spielte mehrmals alleine gegen den gesamten Angriff des Meisters von 1910!“. 1913 konnte er mit America seinen ersten Titelgewinn mit der Staatsmeisterschaft feiern.
1914 wechselte Mendonça zum Fluminense FC. Von 1917 bis 1919 gewann er mit dem Klub drei Mal die Staatsmeisterschaft. Bei dem Klub spielte er bis 1928, dann beendete er seine aktive Laufbahn. Bis dahin soll er für Fluminense 127 Spiele bestritten haben, in welchen die Gegner 164 Tore erzielten. Vom 5. Mai 1941 bis zum 26. August 1943 war Mendonça Präsident des Klubs. In dieser Zeit leitete er eine Kampagne mit den Partnern des Klubs und schaffte es, 155.000 Cruzeiros für den Kauf einer einmotorigen Fairchild PT-19 aufzubringen, um die brasilianische Força Expedicionária Brasileira in Europa bei ihrer Ausbildung und der Teilnahme an den Kämpfen zu unterstützen.

### Nationalmannschaft
Seit 1906 traten Auswahlteams brasilianischer Fußballspieler gegen Länder- oder Klubmannschaften an. Diese Treffen galten noch nicht als offizielle Länderspiele Brasiliens. Mendonça nahm hier das erste Mal an einer Partie gegen eine Auswahl aus Argentinien teil (Ergebnis–0:4). Dieses Spiel fand am 12. September 1912 im Laranjeiras in Rio de Janeiro statt. Zu dem Zeitpunkt war er 17 Jahre, 8 Monate und 18 Tage alt. Seine Mannschaft bestand ausschließlich aus Spielern, welche aus Klubs Rio de Janeiros stammten, so z. B. der Píndaro von Flamengo Rio de Janeiro. Es folgten noch zwei weitere Pre-Länderspiele. Am 17. Juli 1913 gegen ein inoffizielles Team aus Portugal (Ergebnis–0:0). Hier u. a. an der Seite von Sidney Pullen, welcher später der erste brasilianische Nationalspieler mit ursprünglich anderer Nationalität wurde. In dem Spiel hielt er in der ersten Halbzeit einen Elfmeter von Artur José Pereira. Das dritte Spiel am 24. August 1913 gegen den Corinthian FC. Der spätere Admiral Mimi Sodré vom Botafogo FR erzielte bei der 1:2–Niederlage das Tor für die Brasilianer.
1914 trat Mendonça beim ersten Länderspiel einer Auswahl Brasiliens an. Das Freundschaftsspiel gegen Exeter City am 21. Juli 1914 in Rio de Janeiro im Laranjeiras war das erste, wenn auch noch inoffizielle, Spiel einer brasilianischen Fußballnationalmannschaft (Ergebnis–2:0). Das zweite Spiel der Auswahl am 20. September 1914 in Buenos Aires gegen Argentinien wurde das erstes offizielles Länderspiel Brasiliens, an welchem auch er teilnehmen durfte. Mit nur 19 Jahre, 8 Monate und 26 Tage wurde er somit erster Nationaltorhüter Brasiliens und bis dato der jüngste (Stand: 8. November 2022). Es handelte sich um ein Freundschaftsspiel, welches mit 3:0 verloren ging. Nach einem Freundschaftsspiel vier Tage später gegen den Columbian FC aus Buenos Aires (3:1–Sieg), folgte am 27. September zweite offizielle Spiel der Nationalelf, es war das erste Spiel um die Copa Roca gegen Argentinien. Die Auswahl um Arthur Friedenreich, einen der besten Fußballer seiner Zeit, konnte die Partie mit 1:0 für sich entscheiden und Mendonça seinen ersten internationalen Erfolg feiern.
Im Zuge der Austragung der Campeonato Sudamericano 1916 bestritt Mendonça nur das erste Spiel. In den beiden weiteren wurde er von Casemiro vertreten. Danach kam er wieder regelmäßig zu Einsätzen, wurde aber zu Campeonato Sudamericano 1917 nicht berufen. Allerdings zur Campeonato Sudamericano 1919, bei welcher er alle vier Spiele bestritt und mit Brasilien den Titel gewann. Bei den Turnieren 1920 und 1921 stand Júlio Kuntz im Tor Brasiliens. Beim Erfolg 1922 in Brasilien Mendonça in den ersten zwei Spielen und Kuntz in den folgenden drei. Das Spiel gegen Paraguay am 24. September 1922 wurde sein letztes Länderspiel. Insgesamt bestritt Mendonça für die Nationalmannschaft 15 Spiele, davon zehn offizielle.

### Erfolge
America
- Staatsmeisterschaft von Rio de Janeiro: 1913

Fluminense
- Staatsmeisterschaft von Rio de Janeiro: 1917, 1918, 1919

Nationalmannschaft
- Copa Roca: 1914
- Copa América: 1919, 1922

## Schriften
- O Intendente Câmara. 1933.
- O Marquês de Pombal e o Brasil. 1960.
- A Amazônia na era pombalina. 1963.
- Erário Régio. 1968.
- Raízes da formação administrativa do Brasil, séculos XVI – XVIII. 1972.
- A Independência e a Missão Rio Maior. 1984.

## Mitgliedschaften als Historiker und Forscher
- Partner des Instituto Histórico Guarujá-Bertioga, 1975, São Paulo.
- Effektives Mitglied des Zentrums für Meeresstudien, 1973, Lissabon, Portugal.
- Mitglied des Zentrums für das Studium von Texten in der Geschichte Brasiliens (CETHB) mit Sitz im Itamaraty-Palast des Außenministeriums. 8. Juni 1970, Rio de Janeiro.
- Mitglied des Instituts für Geographie und Militärgeschichte Brasiliens, 23. Oktober 1964, Rio de Janeiro.
- Gründer der Historischen Forschungskommission des Brasilianischen Historischen und Geographischen Instituts (CEPHAS), 1959. Präsident von CEPHAS.[5]
- Korrespondierender Partner der Conimbricensis Instituti Praeses Ceterique Academi, 22. Februar 1955, Coimbra, Portugal.
- Korrespondierender Partner des Historischen Instituts von Minas Gerais, 1953 bis 1972.
- Mitglied des Brasilianischen Historischen und Geographischen Instituts, 1951, Rio de Janeiro. Später geehrt als Membro Benemérito und Grande Benemérito.[5]
- Präsident der Capistrano-de-Abreu-Gesellschaft (Sociedade Capistrano de Abreu), 1932, Rio de Janeiro.
- Mitglied  der Sociedade de Geografia do Rio de Janeiro

## Andere Aktivitäten
- Präsident des Verbandes brasilianischer Künstler
- Vorstandsmitglied des Brasilianischen Bildungsverbandes
- Schöpfer und Leiter des Ersten Intellektuellen Marathons, eines nationalen Wettbewerbs für Mathematik, Geschichte, Portugiesisch und Erdkunde in der 2. Klasse. Unter der Schirmherrschaft des Bildungsministeriums und in Zusammenarbeit mit der Abendzeitung O Globo. Es war das Modell für zahlreiche nachfolgende Veranstaltungen, die auch den Titel Marathon trugen, 1938, Rio de Janeiro
- Vorsitzender der Kommission für Finanzkampagnen für den Bau des Hauptquartiergebäudes der Christlichen Jugendvereinigung von Rio de Janeiro, Rio de Janeiro
- CEO von Rádio Transmissora, später Rádio Globo in Rio de Janeiro
- Vorstandsmitglied des Student House of Brazil
- Gründer der Technischen Stahlbibliothek von Usina Queiroz Jr SA, Itabirito, MG, 1975

## Auszeichnungen (Auswahl)
- Orden des Infanten Dom Henrique: 26. November 1987
- Ehrenbürger von Itabirito: 1978
- Medalha de Mérito da Fundação Getúlio Vargas (Verdienstmedaille), Rio de Janeiro, RJ, Dezember 1974
- Medalha Comemorativa do Centenário de José Plácido de Castro, Libertador do Acre (Gedenkmedaille zum 100. Jahrestag von José Plácido de Castro, Befreier von Acre), Ministerium für Bildung und Kultur, Brasília, DF, 12. Dezember 1973
- Kommandeur Orden des heiligen Jakob vom Schwert, 3. März 1969
- Ehrung für Verdienste in Arbeit und Produktion – Ministerium für Arbeit und soziale Sicherheit, Rio de Janeiro, RJ, 1965
- Medalha da Inconfidência (Ehrenmedaille), Ouro Preto, MG, 21. April 1956
- Medalha do Mérito Tamandaré (Ehrenmedaille der Marine), Marineministerium, Brasília, DF